# Джун Картер Кеш
Валері Джун Ка́ртер Кеш (англ. June Carter Cash, до шлюбу Картер; 23 червня 1929 — 15 травня 2003) — американська співачка в стилі кантрі, авторка пісень, кіноакторка, танцюристка.

## Життєпис
Мати, Мейбелл Картер, виступала в складі популярного музичного тріо Carter Family, тому Джун виховувалася в музичному середовищі й була оточена музикою кантрі з раннього дитинства. У зовсім молодому віці вона та її сестри теж стали учасницями цього сімейного колективу й виступали та записувалися. У 1943 році гурт розпався, й Джун з мамою та сестрами стали виступати як Carter Sisters and Mother.
За свою кар'єру виконавиця кілька разів ставала володаркою музичної премії «Греммі». У 2009 році вона була посмертно вписана до Зали слави християнської музики. В опублікованому в 2002 році списку 40 найвизначніших жінок в музиці кантрі за версією американського телеканалу CMT (Country Music Television) Джун Картер Кеш була на 31 місці.
Була одружена з піснярем Джонні Кешем.